# Aslaug Sverdrup Sømme
Aslaug Sverdrup Sømme   (Bergen, 3 de juny de 1891 - 9 d'abril de 1955) va ser una científica i genetista de plantes noruega.

## Biografia
Aslaug Sverdrup Sømme va néixer el 1891 a Bergen. El seu pare era Jakob Sverdrup, bisbe i polític, i la seva mare era Marie Bernardine Suur.
El 1910, Sømme es va inscriure a l'Institut d'Investigació Genètica de la Universitat d'Oslo (Institut for Arvelighetsforskning) a Oslo, Noruega. El 1918 va iniciar un màster en zoologia, estudiant el plàncton a l'Oslofjord des de l'estació de recerca de Drøbak. Durant la carrera va ser supervisada per Kristine Bonnevie, la primera professora de Noruega. A partir d'aquesta investigació, Sømme va publicar l'estudi “Plankton surveys from Kristianiafjorden. Hydromeduser 'el 1921. El 1919 va ser nomenada professora ajudant (amanuensis), convertint-se en la segona dona en ocupar un lloc de recerca a la universitat. Sømme i Bonnevie van publicar estudis sobre polidactilia ("Polidactilisme postaxial en sis generacions d'una família noruega" el 1922), i bessons ("Predisposició hereditària a bessons dizigòtics en famílies camperoles noruegues" el 1926).
En conèixer el treball creixent de William Bateson sobre genètica al John Innes Horticultural Institute (actual John Innes Center) del Regne Unit, Sømme va escriure a Bateson sol·licitant que s'unís a ell treballant a Primula sinensis, creuant el mar del Nord el 1921, inicialment com a voluntari. Durant el seu temps treballant al "Ladies Lab" amb altres genetistes, com Caroline Pellew i Dorothea De Winton, Sømme va estudiar la genètica i la citologia de Primula sinensis. Sømme va romandre a Anglaterra fins al 1926, moment en què va tornar a Noruega per ocupar el lloc de professora de genètica a la Universitat d'Oslo. La investigació que va realitzar a l'Institut Hortícola John Innes va formar part de la seva tesi doctoral, que es va acabar el 1931.
El 1929, Sverdrup es va casar amb Iacob Dybwad Sømme, a qui havia conegut el 1925 a Drøbak. Junts van tenir un fill, Lauritz S. Sømme, que va néixer el 1931. El 1942, Iacob Dybwad Sømme va ser arrestat per la seva participació en el moviment de resistència noruec als ocupants nazis. Va ser condemnat a mort el 1944.
Després de la detenció d'Otto Lous Mohr, director de l'institut de l'època, per part dels nazis el 1941, Sømme es va fer càrrec de la junta de l'Institut d'Investigacions Genètiques de la Universitat d'Oslo. Va tornar a assumir aquest càrrec el 1945 després que Mohr fos la rectora de la universitat.
Sømme va renunciar al seu càrrec a la Universitat d'Oslo el 1950 i va morir el 1955.